# Камагуей (провінція)
Камагуе́й (ісп. Provincia de Camagüey) — провінція Куби з центром у місті Камагуей. Розташована в центральній частині острова. На півночі межує з Атлантичним океаном, на півдні з Карибським морем, на заході з провінцією Сьєго-де-Авіла, до 1975 входила до її складу, на сході з провінцією Лас-Тунас.

## Географія
Провінція в основному являє собою низовину, не містить будь-яких значних гір або височин. Вздовж карибського узбережжя розташовані численні рифи, у тому числі архіпелаг Хардінес-дель-Рей, уздовж атлантичного узбережжя значних островів немає, за винятком архіпелагу Хардінес-дель-Рей, що входить до складу групи островів Сабана-Камагуей. Незважаючи на численні пляжі, туризм в провінції розвинений слабко.

## Муніципалітети
| Муніципалітет       | Населення (2004) | Площа (км²) | Розташування                                                          | Примітки          |
| ------------------- | ---------------- | ----------- | --------------------------------------------------------------------- | ----------------- |
| Камагуей            | 324 921          | 1 106       | 21°23′2″ пн. ш. 77°54′26″ зх. д. / 21.38389° пн. ш. 77.90722° зх. д.  | Столиця провінції |
| Карлос-де-Кеспедес  | 25 707           | 653         | 21°34′37″ пн. ш. 78°16′39″ зх. д. / 21.57694° пн. ш. 78.27750° зх. д. |                   |
| Есмеральда          | 29953            | 1 480       | 21°51′22″ пн. ш. 78°06′40″ зх. д. / 21.85611° пн. ш. 78.11111° зх. д. |                   |
| Флорида             | 73612            | 1800        | 21°31′46″ пн. ш. 78°13′21″ зх. д. / 21.52944° пн. ш. 78.22250° зх. д. |                   |
| Гуаімаро            | 57086            | 1 847       | 21°03′32″ пн. ш. 77°20′52″ зх. д. / 21.05889° пн. ш. 77.34778° зх. д. |                   |
| Джімагуаю           | 21 169           | 799         | 21°16′0″ пн. ш. 77°49′49″ зх. д. / 21.26667° пн. ш. 77.83028° зх. д.  |                   |
| Мінас               | 38 517           | 1 015       | 21°29′22″ пн. ш. 77°36′17″ зх. д. / 21.48944° пн. ш. 77.60472° зх. д. |                   |
| Найаса              | 16 470           | 921         | 21°05′2″ пн. ш. 77°44′49″ зх. д. / 21.08389° пн. ш. 77.74694° зх. д.  |                   |
| Нуевітас            | 44 882           | 415         | 21°32′25″ пн. ш. 77°15′52″ зх. д. / 21.54028° пн. ш. 77.26444° зх. д. |                   |
| Санта-Круз-дель-Сур | 51 335           | 1 122       | 20°43′10″ пн. ш. 77°59′27″ зх. д. / 20.71944° пн. ш. 77.99083° зх. д. |                   |
| Сібаніку            | 31 117           | 736         | 21°14′21″ пн. ш. 77°31′15″ зх. д. / 21.23917° пн. ш. 77.52083° зх. д. |                   |
| Сьєрра-де-Кубітас   | 18 589           | 549         | 21°43′59″ пн. ш. 77°46′14″ зх. д. / 21.73306° пн. ш. 77.77056° зх. д. |                   |
| Вертіентес          | 53 299           | 2 005       | 21°15′26″ пн. ш. 78°08′56″ зх. д. / 21.25722° пн. ш. 78.14889° зх. д. |                   |

Джерело: перепис населення 2004 року. Площа від муніципального перерозподілу 1976 року.

## Демографія
У 2004 році, населення провінції становило 786,657 чоловік. З загальною площею 15,615 км², щільність населення 50.37 чол./км².

## Релігія
- Камагуейська архідіоцезія Католицької церкви.

## Економіка
Основою економіки провінції є вирощування великої рогатої худоби, а також цукрової тростини на узбережжях. Також вирощують рис, цитрусові, розводяться кури.